# Comuna Homenkî, Șarhorod
Homenkî (în ucraineană Хоменки) este o comună în raionul Șarhorod, regiunea Vinnița, Ucraina, formată din satele Ceapaieve și Homenkî (reședința).

## Demografie
Componența lingvistică a satului Homenkî
     Ucraineană (99,31%)
     Alte limbi (0,61%)
Conform recensământului din 2001, majoritatea populației satului Homenkî era vorbitoare de ucraineană (99,31%), existând în minoritate și vorbitori de alte limbi.